# چابی
چابی (انگلیسی: Chabi؛ 1225 – ۲۰ مارس ۱۲۸۱) همسر قوبلای خان و مادر زنجین ولیعهد قوبلای در دودمان یوآن بود.